# 剣道日本
剣道日本（けんどうにっぽん）は、株式会社剣道日本が発行している剣道の月刊誌。2017年12月まではスキージヤーナル株式会社が発行していた。
なお、本項ではベースボール・マガジン社から発行されていた、剣道JAPAN（けんどうジャパン）についても取り扱うこととする。

## 概要
1976年（昭和51年）創刊。剣道の稽古法、技術解説、大会結果、昇段審査の記事を中心に、居合道、杖道、古流剣術も扱う。全日本剣道連盟傘下の団体が紹介されることが多かった。近年はDVDが付録することもあった。
『剣道時代』（体育とスポーツ出版社）と並ぶ剣道の二大専門誌。なお、発行部数は剣道日本が圧倒しており、剣道愛好者の有力な情報源となっている。
2017年12月27日発行の月刊剣道日本2018年特別号を以て休刊。同号は書店での店頭販売はされず、定期購読者のみに直送された。発売元であるスキージヤーナル社はそのまま事業停止となり、2018年1月に破産が申し立てられた。
元編集部のメンバーが再集結する形で製作された事実上の後身誌『剣道JAPAN』第1号が、2018年2月24日、ベースボール・マガジン社から『近代柔道』の別冊という扱いで発行された。同年4月25日に第2号を発行することが決定している。
剣道JAPANはこの2号のみで終了し、このときのメンバーによって株式会社剣道日本が同年5月10日付で設立され、復刊への準備が始まった。同年9月に「復刊特別号0号Vol.1」、翌月には「0号Vol.2」をいずれもAmazon限定で発売した。そして11月25日に2019年1月号が正式な復刊第1号として発売された。号数は休刊前の通常号である2018年1月号の第503号に続く形で第504号からのスタートとなった。